# Monobia funebris
Monobia funebris är en stekelart som beskrevs av Giovanni Gribodo 1891.
Monobia funebris ingår i släktet Monobia och familjen Eumenidae. Inga underarter finns listade i Catalogue of Life.